# 目の隈便
目の隈便（めのくまびん、英語: red-eye flight）とは、深夜出発して翌朝早くに目的地に到着する旅客機のこと。
夜行便のうち東向きに航路を取るものを目の隈便と呼ぶことが多い。出発は深夜だが、東行きのため、僅か3時間から5時間で夜が明けてしまう。深夜便にもかかわらず、時差の関係で睡眠時間が削られてしまうので、現地では既に朝なのに目の冴えないまま到着するということが多い。深夜帯に移動を済ませてしまえるので、主に翌日朝から働きたいというビジネス客向けに設定される。
大西洋を横断する、北米からヨーロッパへの便の大半も東行きの夜間飛行となるが、一般に目の隈便とは見做されない。大西洋横断便の場合、夕方に出発し、ヨーロッパまで最低でも7時間以上かかる。米国睡眠協会では7時間から9時間の睡眠を理想としており、大西洋横断便であればこの睡眠時間を確保できるためである。

## 各地の例

### アジア
全日空と日本航空は香港国際空港から東京国際空港行きの目の隈便を運航していたことがあるが、現在では全日空の一便を除き昼行便に振り替えられている。ただ日本行きの目の隈便は現在でもキャセイパシフィック航空が運航しており、香港から東京国際空港と関西国際空港に各一便ずつ運航している。香港からは、他に仁川国際空港行きの目の隈便をアシアナ航空、大韓航空、キャセイパシフィック航空の三社が、釜山行きをアシアナ航空と香港ドラゴン航空が運航している。キャセイパシフィック航空はこの他香港からオセアニア各国、更に最近ではシンガポールやクアラルンプールへの目の隈便を運航している。またジャカルタ発香港行きの便や、東南アジアから日本、韓国へ向けた目の隈便も多数ある。これらは全て深夜から真夜中にかけて飛び立ち、明け方に目的地に到着する。インドや東南アジアを出発地とする便は、深夜11時から午前1時にかけて離陸し、シンガポール、バンコク、クアラルンプールに翌朝5時から8時30分までに到着する。フィリピン航空もシンガポールとバンコクからマニラ行き、マニラからソウル行きの目の隈便を運航している(マニラ-ソウル便はアシアナ航空、大韓航空も運航している)。アシアナ航空、大韓航空はコタキナバルを現地時間の夜更け頃に出発し仁川国際空港に翌朝7時に到着する目の隈便も飛ばしている。これはマレーシアからの旅行客向けで、韓国到着後丸一日観光できるようにしたもの。この他、日系、韓国系の航空会社は、ホーチミンシティ・クアラルンプール・バンコク・シンガポールから、自国向けの目の隈便を運航している。

### オーストラリア
オーストラリア大陸を横断する便の大半は昼行便だが、2010年現在、パースからシドニー、ブリスベン、ケアンズ、キャンベラ、メルボルン行き、ダーウィンからシドニー、ブリスベン、メルボルン行きの目の隈便が出ている。以前はオーストラリアからニュージーランド、フィジーへも目の隈便が就航していた。また東南アジア各地からオーストラリアへ向けた目の隈便も多数運航されている。

### ブラジル
TAM航空とゴル航空共にブラジル国内で目の隈便(通称ポルトガル語: Corujão、オオフクロウ便)を運航しており、路線数は50以上にも及ぶ。全便午後10時から早朝6時までの間に出発する。

### ヨーロッパ
2009年の段階でヨーロッパを夜中に経ち、3時間から6時間かけて、中東･ロシアに夜更け頃に到着する目の隈便が幾便かあった。2012年には、カナリア諸島からヨーロッパ本土へ向けての格安目の隈便が就航している。

### ロシア
ロシアでも、アメリカと状況は同じで、モスクワからヤクーツク、イルクーツク、ウラジオストク行きの目の隈便が出ている。ロシア国内の大陸横断飛行は5時間から8時間以内に収まってしまうが、高緯度ゆえ、このたった5時間から8時間の飛行で、最大8つもの標準時を跨ぐことになる。結果として深夜帯が大幅に削られることになる。モスクワを午後6時頃に出るとロシア東部には大体翌朝6時頃に到着する。現在の例を挙げれば、アエロフロートのSU783便はモスクワを午後11時05分に出発し、マガダンには約8時間後の翌日午後3時に到着する。

### 米国・カナダ
米国とカナダでは西海岸から、中部・東海岸に向けて目の隈便が飛んでいる。総じて西海岸を午後10時から夜半にかけて出航し、3時間から5時間かけて目的地へと向かうが、標準時を跨ぐため、2、3時間時計を進めなければならない。従って、到着する頃には既に夜が明け始め、着陸は朝5時から7時頃になる。この他、ハワイやアラスカから米国本土の西海岸の主要都市へと向かう目の隈便もある。また東京を夜に出て、ホノルルに6時間から7時間後に到着する目の隈便もある。

## その他の使われ方
英語では、睡眠不足で充血した目になぞらえて、目の隈便をレッド-アイ便(red-eye flights)と呼ぶ。前述の意味に限らず、地球の自転と同じ向き、つまり東向きに飛ぶ深夜便を全てレッド-アイ便と呼ぶこともある。また、標準時を夜間に跨ぐ、跨がないにかかわらず、単に長距離の国際便をレッド-アイ便とすることもある。

## 経緯
1930年代ないし1940年代には目の隈便の運航は不可能であった。これは深夜運用のための計器を備えた空港がほとんどなかったためで、現在でも、計器を備えていなかったり、騒音を抑えるために運用時間帯が制限されている空港からは目の隈便を飛ばすことができない。